# Turnera maigualidensis
Turnera maigualidensis är en passionsblomsväxtart som beskrevs av J.R.Grande och Arbo. Turnera maigualidensis ingår i släktet Turnera och familjen passionsblomsväxter. Inga underarter finns listade i Catalogue of Life.